# 小松準弥
小松 準弥（こまつ じゅんや、1993年12月23日 - ）は、日本の俳優。宮城県石巻市出身。サンミュージックブレーン所属。
身長183cm。血液型はA型。

## 略歴
- 2013年、第13回「FINEBOYS」専属モデルオーディション2013 グランプリ受賞[1][2]。
- 2015年、TOHOKU DREAM AUDITION 2015 グランプリ受賞[1]。
- 2016年、「ツキプロ Music Grand Prix 2016」に合格。ツキノ芸能プロダクション 新人養成プロジェクト「ツキクラ」メンバーとして活動開始[1][2]。 劇団アルタイルの渋谷ヨウスケ 役として、声優・CDデビューも果たしている。
- 2017年12月、自身初となるファンツアー『コマツアー2017〜温泉で誕生会だぁぁあ!!』開催[3]。
- 2019年10月、ヤマハミュージックコミュニケーションズBogland Musicレーベルよりシングル「A Way of Life / Toxic」でアーティストデビュー[1]。
- 2020年8月31日、4年間所属していたGVjp inc.を離籍[4][5]。同年11月1日にサンミュージックブレーンに所属[6]。
- 2021年9月から2022年8月28日まで放送された、特撮テレビドラマ『仮面ライダーリバイス』にて、門田ヒロミ / 仮面ライダーデモンズ役としてドラマ初出演となった[7]。
- 2022年4月1日付けで地元宮城県石巻市の「いしのまき観光大使」に就任[8]。同年7月23日には石巻市石ノ森萬画館に隣接されている中瀬公園にて観光大使委嘱状授与式＆トークイベントが行われた[9]。

## 人物
- 趣味は音楽鑑賞・ドライブ。特技は剣道（3段）[10]。学生時代には全国大会出場経験あり。
- 好きな食べ物は麻婆焼きそば（地元以外で発見すると軽く暴れだしてしまうくらいには好き）[11]。

## 出演
※太字は主演。

### 舞台
- NINAGAWA×SHAKESPEARE LEGENDⅠ「ロミオとジュリエット」（2014年8月7日 - 24日、彩の国さいたま芸術劇場）
- あんさんぶるスターズ！オン・ステージ（2016年6月18日 - 26日、AiiA 2.5 Theater Tokyo） - 蓮巳敬人 役
  - あんさんぶるスターズ！オン・ステージ〜Take your marks!〜（2017年1月5日 - 17日、AiiA 2.5 Theater Tokyo / 1月25日 - 29日、梅田芸術劇場 シアター・ドラマシティ）
  - あんさんぶるスターズ！エクストラ・ステージ〜Judge of Knights〜（2017年9月7日 - 18日、シアター1010 / 9月22日 - 24日、新神戸オリエンタル劇場）
  - あんさんぶるスターズ！オン・ステージ〜To the shining future〜（2018年1月19日 - 21日、梅田芸術劇場 シアター・ドラマシティ / 1月25日 - 2月5日、シアター1010）
  - あんステフェスティバル（2018年9月22日 - 24日、横浜文化体育館 / 2018年9月26日・27日、神戸ワールド記念ホール）
- 超訳文学 朗読劇「夏の夜の夢」（2016年8月26日・27日、日本橋劇場） - 三谷秀樹 / オーベロン 役 ※Wキャスト
- Kamakaji GROUP THEATRE 第2回本公演「THE LAST JOURNEY 〜命の使途〜」（2016年11月15日 - 20日、劇場HOPE）※Wキャスト[12]
- オトメのオモチャ（2017年3月23日 - 27日、CBGKシブゲキ!!） - 成戸葵 役
- 黒雲峠（2017年6月9日 - 11日、亀戸文化センター カメリアホール） - 玉井伊織 役[13]
- 超進化ステージ「デジモンアドベンチャー tri.〜8月1日の冒険〜」（2017年8月5日 - 13日、Zeppブルーシアター六本木） - 城戸丈 役
- 「ポセイドンの牙」Version蛤（2017年10月13日 - 21日、紀伊國屋ホール） - 生方英 役[14]
- “サムライ・エンターテインメント” 舞台「アラタ〜ALATA〜」（2017年11月18日・19日・23日・24日・26日・12月6日 - 10日、オルタナティブシアター） - 主演・アラタ 役[15][16]
- つかこうへい生誕70年記念特別公演「『新・幕末純情伝』FAKE NEWS」（2018年7月7日 - 30日、紀伊国屋ホール） - 土方歳三 役
- デルフィニア戦記〜動乱の序章〜（2018年12月8日 - 13日、渋谷区文化総合センター大和田） - ヴァンツァー 役
- 妖怪アパートの幽雅な日常（2019年1月11日 - 27日、紀伊國屋サザンシアター） - 長谷泉貴 役[17]
- 音楽劇「星の王子さま ≪プレビュー公演≫」（2019年2月26日 - 28日、三越劇場 / 3月5日・6日、大丸心斎橋劇場） - 操縦士 役
- 幕末太陽傳 外伝（2019年4月18日 - 28日、三越劇場） - 徳三郎 役
- デルフィニア戦記〜獅子王と姫将軍〜（2019年6月19日 - 23日、東京ドームシティ シアターGロッソ） - ヴァンツァー 役[18]
- HERO 〜2019 夏〜（2019年7月31日 - 8月4日、ヒューリックホール東京） - 松島竜司 役
- 上にいきたくないデパート（2019年8月21日 - 29日、三越劇場） - 海老沢弘樹 役[19]
- 魔法使いの嫁（2019年10月5日 - 14日、あうるすぽっと） - ルツ 役[20]
- 朗読劇「寄席から始まる恋噺」（2019年10月31日 - 11月3日、三越劇場） - 二宮秀 役[21][22]（Bチーム）※11月1日出演
- 巌窟王 Le theatre（2019年12月20日 - 28日、スペース・ゼロ） - アンドレア・カバルカンティ侯爵 役[23]
- 劇団4ドル50セント×柿喰う客『学芸会レーベル』『アセリ教育』（2020年1月30日 - 2月9日、DDD青山クロスシアター） - まことちゃん / 神童甲之介 役
- MONSTER LIVE! シーズン2 〜今回からモンステって名乗っても良いですか?〜（2020年2月14日 - 16日、草月ホール）
- あずみ〜戦国編〜（2020年3月20日 - 27日、Bunkamura シアターコクーン） - 最上美女丸 役
- 舞台 刀剣乱舞 - 豊臣秀頼 役
  - 天伝 蒼空の兵 -大坂冬の陣-（2021年1月10日 - 3月28日、IHIステージアラウンド東京）
  - 无伝 夕紅の士 -大坂夏の陣-（2021年4月11日 - 6月27日、IHIステージアラウンド東京）
- 歌劇『桜蘭高校ホスト部』 - 主演・須王環 役
  - 歌劇『桜蘭高校ホスト部』（2022年1月15日 - 23日、天王洲 銀河劇場）
  - 歌劇『桜蘭高校ホスト部』f（2022年12月2日 - 11日、天王洲 銀河劇場 / 12月17日・18日、サンケイホールブリーゼ）[24]
  - 歌劇『桜蘭高校ホスト部』Fine（2023年12月2日 - 10日、天王洲 銀河劇場）[25]
- ロミオ＆ジュリエット（2023年1月28日 - 2月12日、Bunkamura シアターコクーン） - パリス 役[26]
- サンブンノイチ（2023年3月1日・3日・4日、新宿シアターモリエール） - カジ 役[27]
- 猫と犬と約束の燈～2023編～（2023年4月12日 - 16日、こくみん共済 coop ホール／スペース・ゼロ） - 主演・古屋野美津 役[28]
- 朗読劇「あの空を。」（2023年7月28日、I'M A SHOW） - マツオ 役[29]
- 呪怨 THE LIVE（2023年8月12日 - 20日、こくみん共済 coop ホール／スペース・ゼロ） - 主演・小林俊介 役[30]
- 方南ぐみ企画公演「あたっくNO.1」（2023年9月22日 - 10月1日、俳優座劇場） - 柏田勝杜 役[31]
- 饗宴「世濁声 〜 GOOD MORNING BEAUTIFUL MOUSE」（2023年11月9日 - 19日、DisGOONieS） - 日替わりゲスト ※11月10日のみ出演[32]
- 朗読劇「夢から醒めない夢を見よ」（2023年12月17日、恵比寿シアター・アルファ東京） - 杉原卓也 / 原口海里 役（※昼夜公演で役が入れ替わり）[33]
- 最果てリストランテ（2024年2月21日 - 25日、新宿村LIVE） - 神村孝太 役[34]
- HITO-project 旗揚げ公演「MASQUE」（2024年5月22日 - 26日、労音大久保会館アールズアートコート） - 主演・ヒロ 役[35]
- KOKAMI@network vol.20「朝日のような夕日をつれて2024」（2024年8月10日 - 9月1日、紀伊國屋ホール / 9月7日・8日、サンケイホールブリーゼ）[36]
- 超ハジケステージ☆ボボボーボ・ボーボボ（2024年10月23日 - 31日、シアター1010） - ソフトン 役[37]
- リーディングドラマ『フェイス』（2024年12月16日 - 18日 ※出演は12月18日13:30公演のみ、よみうり大手町ホール）- 瀬尾一樹 役[38]
- 舞台「魔道祖師」邂逅編（2025年3月22日 - 30日、シアターH / 4月4日 - 6日、京都劇場） - 藍曦臣 役[39]
- 反乱のボヤージュ（2025年5月6日 - 16日、新橋演舞場 / 6月1日 - 8日、大阪松竹座） - 葛山天 役[40]
- NOVA.companyプロデュース「ISHIN-医新-」（2025年8月27日 - 31日〈予定〉、六行会ホール） - 主演・土方歳三 役（櫻井圭登とのダブル主演）[41]
- 劇団ホチキス 第51回本公演「ワンマイク」（2025年9月23日 - 28日〈予定〉、新国立劇場 小劇場） - 主演・葛城兼光 役[42]
- ハイセンスA3-D 朗読演劇「図書委員界」（2025年10月10日 - 13日〈予定〉、CBGKシブゲキ!!） - アポロ 役[43]

### テレビドラマ
- 仮面ライダーリバイス （2021年9月5日 - 2022年8月28日、テレビ朝日） - 門田ヒロミ / 仮面ライダーデモンズ 役[44]
- あの界隈を恋愛ドラマにしたら…不覚にもキュンときた#ふかキュン 第18回「バーレスクダンサーの恋」（2022年12月3日、中京テレビ）
- 恋は湯けむりの中で「コールドムーンの夜に」（2024年3月16日 - 、テレビ神奈川） - 堂山茂瑠 役[45]

### 映画
- HERO〜2020〜（2020年6月19日、ベストブレーン） - 松島竜司 役
- 仮面ライダーシリーズ（東映）
  - 仮面ライダー ビヨンド・ジェネレーションズ（2021年12月17日） - 門田ヒロミ / 仮面ライダーデモンズ 役[46]
  - 劇場版 仮面ライダーリバイス バトルファミリア（2022年7月22日） - 門田ヒロミ 役[47]
  - 仮面ライダーギーツ×リバイス MOVIEバトルロワイヤル（2022年12月23日） - 門田ヒロミ 役[48]
- サイボーグ一心太助（2025年1月、エクストリーム） - 主演・一心太助 役[49]

### TV
- ツキプロch. シーズン１、シーズン２（2016年4月6日 - 6月22日・10月7日 - 12月30日、TOKYO MX）
- イマっぽTV #28・#53（AbemaTV） - ゲスト
- BOOKSTAND.TV #104 - #106「▽ニッポンお仕事図鑑〜匠の仕事場〜」（BS12 トゥエルビ） - レポーター
- プロジェクトテレジューク「愛と妄想のキングダム」（2018年7月 - 、テレビ埼玉）
- モンスターライフ（2019年7月13日 - 2022年12月16日、仙台放送 / 2019年7月15日 - 2022年12月19日、YouTube） - ジュンヤ 役

### CM
- JAL×広島東洋カープ キャンペーン（2017年1月 - ）
- LINE みんなのものがたり『【告白ムービー】好きなんて、言えるわけない。』（2017年12月 - ）

### CD
- ツキクラ デビューシングル『未来のPiece』（2016年12月14日発売） - 渋谷ヨウスケ 役
- ツキクラ選抜メンバーユニットシングル『Rigel vol.1 -encounter-』（2017年1月20日発売） - 渋谷ヨウスケ 役
- Rigel『Break It Down』（2017年2月15日発売） - 渋谷ヨウスケ 役
- 劇団アルタイル『Rigel vol.2 -evolution-』（2017年3月17日） - 渋谷ヨウスケ 役
- ツキクラ×劇団アルタイル『僕らはSummer』（2017年8月30日） - 渋谷ヨウスケ 役
- ツキクラ×劇団アルタイル Charactor Song ALBUM『劇団アルタイル ソロシリーズコレクションアルバム -a galaxy of new stars-』（2018年3月14日） - 渋谷ヨウスケ 役

### ドラマCD
- 「劇団アルタイル」ユニットドラマ『Twinkling stars RED』（2018年1月26日） - 渋谷ヨウスケ 役

### 配信ドラマ
- スマボMovie第10弾「regret〜放課後の罠〜」 - エイジ 役
- 仮面ライダーシリーズ
  - 仮面ライダーリバイス The Mystery（ザ・ミステリー）（2022年1月30日 - 2月27日、TELASA） - 門田ヒロミ / 仮面ライダーデモンズ 役[50]
  - 『劇場版 仮面ライダーリバイス』スピンオフ配信ドラマ『Birth of Chimera』（2022年7月22日、東映特撮ファンクラブ） - 門田ヒロミ 役[51]
  - 仮面ライダージュウガVS仮面ライダーオルテカ（2023年4月30日・5月7日、東映特撮ファンクラブ） - 門田ヒロミ 役
- きみはな〜君に届ける花ことば〜（1クール目 2024年10月4日 - 2025年1月10日、2クール目 2025年3月7日 - 6月13日、3クール目 2025年8月1日 - ） - 主演・立花蓮 役[52][53][54]
- 離婚後、映画監督へと舞い戻った私（2025年1月13日、ShortMax） - 富士金珀龍 役[55]

### 配信アニメ
- ゆだって最高！リバイスアニメ 湯けむりパラダイス A GO!GO!（2022年6月26日 - 2023年7月30日、東映特撮ファンクラブ） - 門田ヒロミ 役（第2話では実写で出演）

### オリジナルビデオ
- 仮面ライダーシリーズ
  - てれびくん超バトルDVD 仮面ライダーリバイス コアラVSカンガルー!!結婚式のチューしんで愛をさけぶ!?（2022年） - 門田ヒロミ 役
  - てれびくん超バトルDVD 仮面ライダーリバイス 2号ライダーはじめました～♪（2022年） - 門田ヒロミ 役
  - DEAR GAGA（2022年4月13日、8月3日） - 門田ヒロミ 役
  - リバイスForward 仮面ライダーライブ&エビル&デモンズ（2023年5月10日、東映ビデオ） - 主演・門田ヒロミ / ムラマサ / 仮面ライダーインペリアルデモンズ 役（日向亘とW主演）[56][57]

### MV
- Chay『Twinkle Days』（2014年4月）

### イベント
- TSUKINO CROWD FESTIVAL 2016 SUMMER（2016年7月18日、科学技術館サイエンスホール）
- TSUKINO CROWD FESTIVAL 2016 WINTER（2016年12月13日、赤坂BLITZ）
- 多和田秀弥・小松準弥の合同ファンイベント『弥会』（2017年4月2日、TIAT SKY HALL〈羽田空港国際線旅客ターミナル直結〉）
- TSUKINO CROWD FESTIVAL 2017 SPRING（2017年5月13日、ZEPP TOKYO）
- 小松準弥ファンツアー『コマツアー2017〜温泉で誕生会だぁぁあ!!』（2017年12月23日・24日、群馬方面）
- 多和田秀弥・小松準弥の合同ファンイベント『弥会 vol.2 〜お犬様方が有楽町でお戯れの巻〜』（2018年5月13日、オルタナティブシアター）
  - 弥会 vol.2 アフターパーティー『後弥祭』（2018年5月13日、オルタナティブシアター）
- マンガッタンフェスティバル2022（2022年7月23日・24日 ※出演は23日のみ、石ノ森萬画館および中瀬公園）[58]
- 仮面ライダーリバイス ファイナルステージ（2022年9月18日・10月1日・8日・15日・16日） - 門田ヒロミ / 仮面ライダーデモンズ 役

### ゲーム
- 仮面ライダーバトル ガンバライジング（2022年、アーケード） - 仮面ライダーデモンズ 役[59]
- 仮面ライダーバトル ガンバレジェンズ（2023年、アーケード） - 仮面ライダーデモンズ 役

### 玩具
- 仮面ライダーリバイス DXメモリアルバイスタンプセレクション02 五十嵐大二&カゲロウ&ヒロミセット（2023年2月10日、プレミアムバンダイ） - 門田ヒロミ 役

## ディスコグラフィ

### シングル
|     | 発売日         | タイトル              | 規格品番   | オリコン最高位 |
| --- | -------------- | --------------------- | ---------- | -------------- |
| 1st | 2019年10月23日 | A Way of Life / Toxic | YCCW-30082 | 38位           |

### キャラクターソング
| 発売日         | 商品名 | 歌                                               | 楽曲                           | 備考                                                                                     |
| -------------- | --- | ------------------------------------------------ | ------------------------------ | ---------------------------------------------------------------------------------------- |
| 2022年9月21日  | 仮面ライダーリバイス SONG BEST                                                                                              | 五十嵐一輝（前田拳太郎）、門田ヒロミ（小松準弥） | 「Without you」                | Webドラマ『仮面ライダーリバイス The Mystery』主題歌                                      |
| 2022年9月21日  | 仮面ライダーリバイス SONG BEST                                                                                              | 門田ヒロミ（小松準弥）                           | 「Without you DEAR GAGA Ver.」 | オリジナルビデオ『DEAR GAGA』主題歌                                                      |
| 2023年5月10日  | 『リバイスForward 仮面ライダーライブ&エビル&デモンズ DXジャイアントスパイダー&メガバットバイスタンプセット版』付属 主題歌CD | 五十嵐大二（日向亘）、門田ヒロミ（小松準弥）     | 「Come Alive」                 | オリジナルビデオ『リバイスForward 仮面ライダーライブ&エビル&デモンズ』オープニングテーマ |
| 2023年5月10日  | 『リバイスForward 仮面ライダーライブ&エビル&デモンズ DXジャイアントスパイダー&メガバットバイスタンプセット版』付属 主題歌CD | #ナイスファミリバ                                | 「Love yourself」              | オリジナルビデオ『リバイスForward 仮面ライダーライブ&エビル&デモンズ』主題歌             |
| 2024年12月27日 | きみはな〜君に届ける花ことば〜 主題歌 「WONDERFUL」                                                                         | 小松準弥、中山優貴、百成瑛、北出流星             | 「WONDERFUL」                  | 配信ドラマ『きみはな〜君に届ける花ことば〜』主題歌                                       |

## 書籍

### 写真集
- 小松準弥1st写真集『君〈キミ〉』（2018年9月28日、一迅社）
- 小松準弥写真集『足跡』（2022年11月11日、秋田書店）

### ユニットメンバー
1. ↑  前田拳太郎、日向亘、井本彩花、濱尾ノリタカ、浅倉唯、関隼汰、八条院蔵人、小松準弥